# حیدرآباد (ریگان)
حیدرآباد، روستایی در دهستان ریگان بخش مرکزی شهرستان ریگان در استان کرمان ایران است.

## جمعیت
بر پایه سرشماری عمومی نفوس و مسکن در سال ۱۳۹۵، جمعیت این روستا برابر با ۵۳۰ نفر (۱۵۱ خانوار) بوده است.